# Bicepsový zdvih

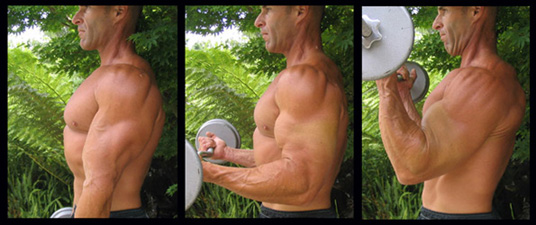
Bicepsový zdvih

Bicepsový zdvih je silový cvik posilující bicepsy. Bicepsový zdvih s činkou s těžkými váhami: slouží k růstu svalové hmoty, zapojuje se dále hluboký sval pažní a vřetenní sval předloktí.

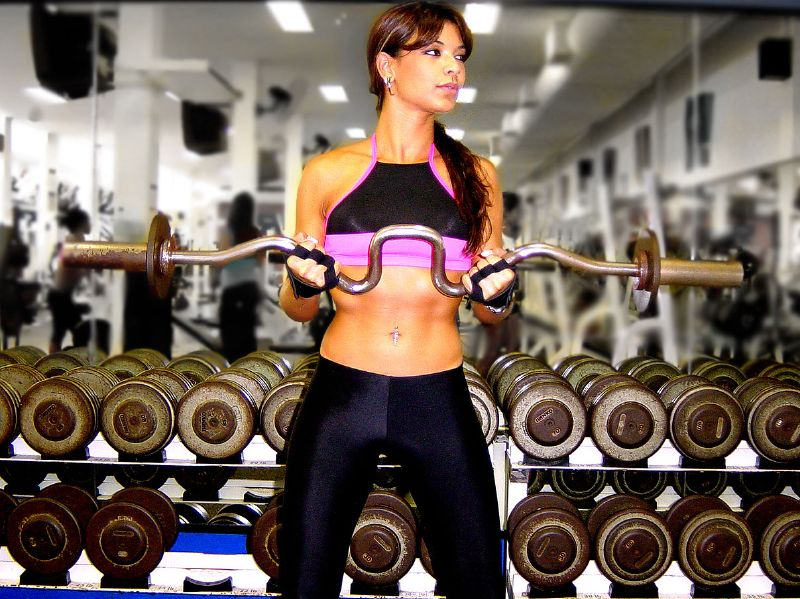
Bicepsový zdvih

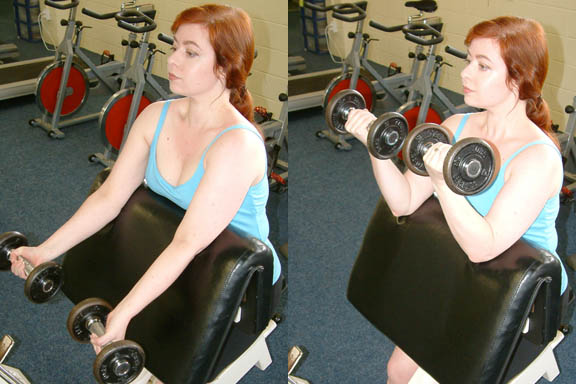
Bicepsový zdvih

## Doporučení a variace
1. Při držení činky na široko se procvičuje více vnitřní část bicepsu, při držení na úzko se procvičuje vnější část bicepsu.
2. Cvikem se zpravidla cvičení začíná, protože sval potřebuje čas na regeneraci.
3. Bicepsový zdvih nadhmatem je vhodné kombinovat s klasickým bicepsovým zdvihem podhmatem, u kterého existuje velké množství typů, ale vždy je namáhán jen dvojhlavý sval pažní. Při cvičení nadhmatem se zapojuje také hluboký sval pažní a také sval vřetenní.[1]
4. Pro provedení cviku je nutný vzpřímený postoj, nepředklánět a nezaklánět se.
5. Činka se drží pevně v ruce a nohy jsou rozkročeny na úroveň ramen.
6. Činka se přitáhne k hrudníku a následně pouští činku zpět dolu.
7. Při cviku se tělo neklátí.